# Santa Maria Maddalena (Piero di Cosimo)
Santa Maria Maddalena è un dipinto realizzato tra il 1490 ed il 1495 da Piero di Cosimo, attualmente conservato alle Gallerie nazionali d'arte antica di Palazzo Barberini, a Roma.

## Descrizione
L'opera raffigura Maria Maddalena intenta a leggere la Bibbia, mentre siede a un tavolo, che ricorda il davanzale di una finestra. La santa indossa un abito dal gusto contemporaneo all'artista, riccamente colorato; sulla spalla le cade un mantello. L'identificazione come Maria Maddalena è possibile grazie ai lunghi capelli leggermente arricciati, che le ricadono sulle spalle, e all'unguentario visibile sul piano accanto alla donna. I capelli sono acconciati grazie ad un cerchietto di perle, mentre tutt'intorno vi è una tenue aureola, in filigrana. Sul davanzale è ben leggibile la firma del pittore. L'utilizzo delle ombre dà maggiore dimensione al volto, e la posa ferma della santa, rendono possibile la collocazione del dipinto nella maturità di Piero di Cosimo, periodo in cui è riscontrabile l'influenza di Leonardo da Vinci. Il committente dell'opera è ignoto. Maria Maddalena era un soggetto voluto da persone che portavano proprio questo nome; tuttavia, esistevano anche monasteri destinati alle donne perdute, spesso dedicati proprio a Santa Maria Maddalena.